# Wendelin Hinterkeuser
Wendelin Hinterkeuser (* 10. Oktober 1851 in Menden bei Bonn als Augustin Hinterkeuser; † 20. September 1921 in Tiberias) war ein deutscher Franziskaner, der im Heiligen Land tätig war.

## Leben
Augustin Hinterkeuser war der Sohn von Matthias Hinterkeuser und seiner Frau Christina Frey. Er wurde als Laienbruder Mitglied des Franziskanerordens, erhielt den Ordensnamen Wendelin und ging im Auftrag des Ordens nach Jerusalem. Dort entwickelte er ein starkes archäologisches Interesse an der Suche nach den Überresten von Gebäuden, die im Neuen Testament als Orte der Geschichte Jesu benannt werden. Er gab sich aber nicht mit der Suche zufrieden, sondern betätigte sich aktiv als Architekt beim Wiederaufbau der Ruinen. Von 1888 bis 1900 lebte er in Jerusalem in der Salvator-Kirche als „Maschinist und Schmied“ und als „Architekt“ (1891–1899). In den Jahren 1901–1902 findet man ihn als „Architekten“ im Konvent der hl. Katharina in Alexandria (Ägypten). Von dort kehrte er 1906 als „Architekt“ nach Jerusalem zurück.
In den folgenden Jahren arbeitete er an der Rekonstruktion der sog. Verurteilungskapelle mit. Die Verurteilungskapelle ist nach der Legende der Ort, wo Jesus durch Pontius Pilatus verurteilt wurde (Joh 18,28-39 ; Mk 15,1-15 ; Lk 23,1-25 ; Mt 27,11-26 ).
Im selben Innenhof an der Via Dolorosa befindet sich die Geißelungskapelle. Wendelin Hinterkeuser fand dort die Grundmauern einer byzantinischen Kirche und deutete diese als Ort der Geißelung Jesu Christi. Seit byzantinischer Zeit galt die im Jahre 70 n. Chr. beim Aufstand gegen die Römer zerstörte Burg Antonia als Ort der Verurteilung. Als tatsächlicher Ort kommt aber auch der ebenfalls zerstörte Königspalast auf dem Westhügel von Jerusalem in Frage.
Von 1907 bis 1911 wohnte Wendelin Hinterkeuser in der Residenz der Franziskaner von St. Petrus in Tiberias. Von hier aus arbeitete er an der Rekonstruktion der Synagoge von Kafarnaum. Nach der Bibel wohnte hier Jesus, predigte und heilte Kranke (Mt 4,12-13 ; Mt 8,5-15 ). Der Ort der Synagoge war seit langem in Vergessenheit geraten. Ein anonymer Pilger aus Piacenza berichtete um 570 n. Chr. noch vom „Haus des hl. Petrus, das nun eine Basilika ist“. Während des Mittelalters, als der Besuch des Ortes am See Genezareth mit großen Schwierigkeiten verbunden war, verschwand die Erinnerung an die genaue Lokalisation. Der arabische Name des Ortes, Talhum, bewahrte nur eine vage Erinnerung an den alten hebräischen Namen. Im 13. Jahrhundert notierte ein Pilger namens Burchardus, dass „die einstmals so berühmte Stadt Kafernaum nun einen traurigen Anblick bietet; sie besteht nur noch aus sieben armseligen Fischerhütten.“ 1838 identifizierte der Amerikaner Edward Robinson den Ort als das alte Kafarnaum. 1866 grub der Engländer Charles William Wilson in Kafarnaum/Talhum die Synagoge aus. Diese war offenbar durch ein Erdbeben zerstört worden. 1894 erwarb der Franziskanerorden die Ruinen; weitergehende Ausgrabungen wurden durchgeführt von den deutschen Archäologen Heinrich Kohl und Carl Watzinger (1905), von Wendelin Hinterkeuser (1906–1915) und nach dessen Tod von Gaudenzio Orfali. Die Synagoge, die von einigen Forschern auf das 1., von anderen auf das 2.–3. Jh. n. Chr. zurückgeführt wird, wurde völlig vom Schutt befreit und teilweise wieder aufgebaut. In der Nähe der Synagoge wurde eine oktogonale Kirche erneuert, die dem hl. Petrus gewidmet gewesen war und die mit Mosaiken aus byzantinischer Zeit (5.–6. Jh.) geschmückt war. Von 1968 mit 1992 wurden die Ausgrabungen und weitere Restaurierungen durchgeführt durch die Franziskaner Virgilio Corbo und Stanislao Loffreda.